# Menèmac
Menèmac (en llatí Menemachus, en grec antic Μενέμαχος) era un metge grec nascut en una de les ciutats de nom Afrodísies, però no se sap en quina de les d'aquest nom.
Va pertànyer a l'escola metòdica, una de les escoles mèdiques més importants del món grecoromà, i va viure al segle ii. Va escriure alguns llibres que no s'han conservat, i era probablement el metge citat per Galè, Celi Aurelià i Oribasi. Appuleu Cels també parla d'un metge de nom Menèmac, però aquest va viure almenys un segle més tard.